# Ayer no termina nunca
Ayer no termina nunca es una película española estrenada en 2013 y dirigida por Isabel Coixet. Su presentación mundial tuvo lugar en la 63.ª edición del Festival Internacional de Cine de Berlín. La presentación en España tuvo lugar en la 16.ª edición del Festival de Málaga de Cine Español, donde compitió en la sección oficial e inauguró el Festival.

## Sinopsis
Una pareja se separa después de perder a su hijo. La muerte se produce por una negligencia hospitalaria, originada como consecuencia de los recortes. Después de cinco años se reencuentran en Barcelona.

## Reparto
- Javier Cámara es J.
- Candela Peña es C.

## Localizaciones
- Igualada y otras localizaciones de Barcelona, como El Prat.[3]
- Parque Cementerio de Igualada (obra de los arquitectos Enric Miralles y Carmen Pinós).
- Cuevas cercanas del municipio de El Bruc.

## Palmarés cinematográfico
Festival Málaga de cine español
| Categoría                                    | Persona                                      | Resultado |
| -------------------------------------------- | -------------------------------------------- | --------- |
| Biznaga de Plata. Premio Especial del Jurado | Biznaga de Plata. Premio Especial del Jurado | Ganadora  |
| Biznaga de Plata a la Mejor Actriz           | Candela Peña (*)                             | Ganadora  |
| Biznaga de Plata a la Mejor Fotografía       | Jordi Azategui                               | Ganador   |
| Biznaga de Plata al Mejor Montaje            | Jordi Azategui                               | Ganador   |

(*) ex aequo junto con Aura Garrido